# Obrazový úhel
Obrazový úhel závisí nepřímo na ohniskové vzdálenosti. Čím větší je ohnisková vzdálenost, tím menší je obrazový úhel.
Fotografická praxe uvažuje v drtivé většině případů pouze s promítnutím obrazu na rovinu citlivého materiálu popřípadě digitálního snímače obdélníkových nebo čtvercových rozměrů. Ve skutečnosti je však obrazové pole kruhové (v principu obdobné jako u mikroskopu či dalekohledu). Celou jeho plochu však nemůžeme využít vzhledem k poklesu světelnosti směrem od středu ke krajům. Další aspekt je pak klesající rozlišení a kontrast. Rozměr snímaného pole je tak nutné umístit do tzv. užitečného obrazového pole, v němž jsou všechny tyto negativní vlastnosti zastoupeny v co nejmenším množství nebo s ohledem na cenu objektivu. 

Pro plochu v obrazové rovině označenou jako obrazové pole je podstatný parametr jeho úhlopříčka d, která je shodná s průměrem užitečného obrazového pole. Paprsky procházejícími protilehlými vrcholy obrazového pole a hlavním bodem obrazového prostoru svírají obrazový úhel ω
. Optická osa pak půlí tento úhel a úhlopříčku obrazu {\displaystyle \left({\frac {\omega }{2}},{\frac {d}{2}}\right)}

Obrazový úhel nepřímo závisí na ohniskové vzdálenosti f, kterou je možné u většiny fotoaparátů měnit výměnou objektivů nebo použitím objektivů s proměnlivou ohniskovou vzdáleností tzv. zoom. Čím větší je ohnisková vzdálenost, tím menší je obrazový úhel. Závislost obrazového úhlu na rozměru úhlopříčky nemá příliš smysl, protože až na vzácné výjimky (velkoformátové a deskové fotopřístroje) nelze měnit velikost obrazového pole.

Vztah mezi uvedenými veličinami shrnuje následující rovnice

{\displaystyle tg{\frac {\omega }{2}}={\frac {d}{2f}}}

Ekvivalentní ohniska pro různé velikosti obrazového pole uvádí přibližně následující tabulka